# Sylvoécorégion

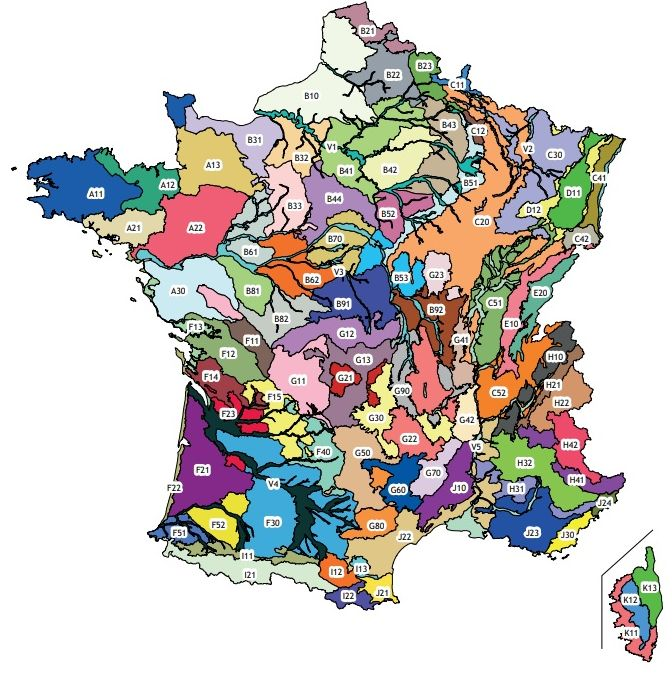
Cartes des sylvoécorégions métropolitaines françaises (SER) : 91 SER dont 5 en zones alluviales ne figurant pas sur la carte

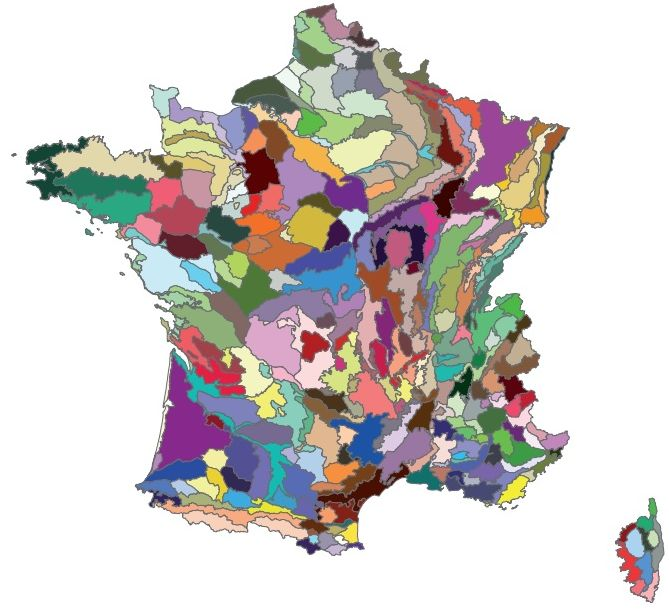
Cartes des 309 régions forestières de l'IFN, nouvellement réparties après 2009 en 91 SER

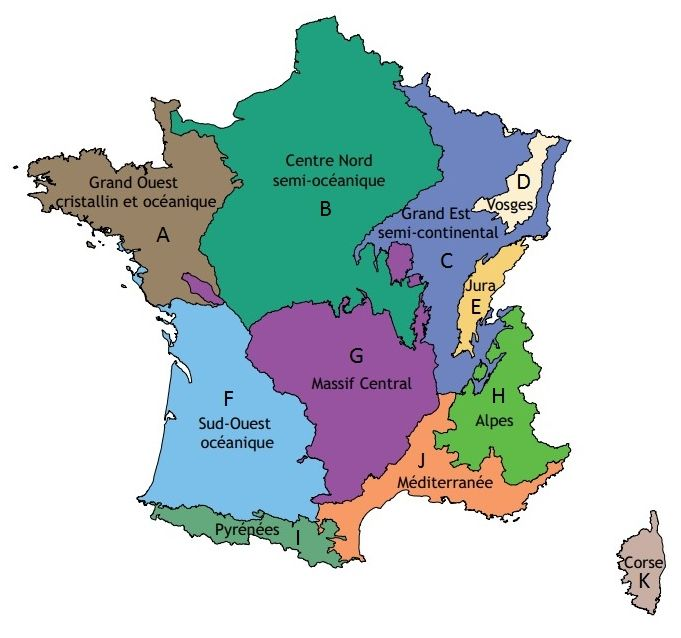
Cartes des grandes régions écologiques métropolitaines françaises (GRECO) : 12 GRECO dont 1 alluviale ne figurant pas sur la carte

La notion biogéographique de sylvoécorégion (SER) est définie en France par l'IGN comme étant une « zone géographique suffisamment vaste à l’intérieur de laquelle la combinaison des valeurs prises par les facteurs déterminant la production forestière ou la répartition des habitats forestiers est originale ».
En termes d'échelle géographique, elle est située entre l'échelle des massifs forestiers et celle des grandes zones biogéographiques et biomes. 

## En France
L'Inventaire forestier national (IFN) a d'abord divisé la France métropolitaine en 309 régions forestières nationales (REGN ; zones jugées homogènes pour leurs types de forêts et/ou de paysages, sur le modèle des petites régions agricoles ; avec le redécoupage départemental on obtenait 680 régions forestières départementales - REGD). 
Elles ont été durant plusieurs décennies le cadre administratif des Directives régionales d'aménagement (DRA) destinées aux forêts publiques domaniales et des Schémas régionaux d'aménagement (SRA) pour les autres forêts publiques gérées par l'ONF et des Schémas régionaux de gestion sylvicole (SRGS) pour la forêt privée, puis un nouveau découpage a été demandé par l'État. En 2009 l'IFN a alors proposé sur des bases plus écologiques et objectives (sur la base de critères bioclimatiques et écologiques) de distinguer 91 sylvoécorégions (ou « SER » qui sont plus grandes que les anciennes petites régions forestières ; dont 5 SER en zones alluviales). 
Des tableaux des correspondances entre SER et REGN ont été édités, avec une carte d'accès aux documents relatifs à la typologie des stations forestières par SER.  
Ces 91 zones forestières sont regroupées en onze grandes régions écologiques (11 GRECO) auxquelles s'ajoute une GRECO correspondant à l’ensemble des alluvions récentes. Les 12 GRECO sont désignés par une lettre alphabétique majuscule (A à L). Les sylvoécorégions sont désignées par un numéro précédé d'une lettre correspondant à sa GRECO d'appartenance (ex : Sylvoécorégion C 41  pour la Plaine d'Alsace).

## Objectifs
Ces « territoires » sylvogéographiques sont des cadres et des outils qui doivent aussi faciliter l'observation des impacts du changement climatique, l'étude et plus encore la cartographie des services écosystémiques fournis par la forêt, et la réalisation de guides pour le choix des essences ou aider les rédacteurs de plans simples de gestion

## Connaissance
La cartographie et sa mise à jour sont aujourd'hui principalement assurées par l'Inventaire forestier (ex-IFN) de l'IGN pour la métropole. Le Muséum d'histoire naturelle de Paris et l'Agence nationale de la biodiversité continuent à inventorier la biodiversité (via l'INPN).
De nouvelles couches d’information SIG ont été insérées dans le Géoportail, sur la base d'un référentiel forêt plus détaillé.